# Jacek Niegoda
Jacek Niegoda (ur. 1972 w Gdańsku) – polski artysta wizualny i działacz artystyczny.

## Życiorys
W latach 1991–1998 studiował na Wydziale Rzeźby Akademii Sztuk Pięknych w Gdańsku, w pracowni prof. Grzegorza Klamana oraz w Pracowni Intermedialnej prof. Witosława Czerwonki.
W latach 90. współpracował z Galerią Wyspa oraz Otwartym Atelier (późniejszym CSW „Łaźnia”) w Gdańsku. Był współzałożycielem i wiceprezesem Fundacji Wyspa Progress.
W 1995 r. razem z Mikołajem Robertem Jurkowskim, Rafałem Ewertnowskim, Piotrem Wyrzykowskim, Maciejem Sienkiewiczem, Arturem Kozdrowskim założyli Centralny Urząd Kultury Technicznej (CUKT). W 2000 r. był jednym z pomysłodawców i autorów projektu i postaci Wiktorii Cukt – wirtualnej kandydatki na prezydenta Polski. W latach 2009–2015 był członkiem zarządu Fundacji Kolonia Artystów, w latach 2013–2017 członkiem sekretariatu Obywatelskiego Forum Sztuki Współczesnej. 
Realizuje wideoprojekty i akcje artystyczne. W swoich realizacjach odnosi się do relacji pomiędzy władzą, techniką, sztuką. Jego prace znajdują się w kolekcji Łódzkiego Towarzystwa Zachęty Sztuk Pięknych, Muzeum Sztuki w Łodzi, Znaków Czasu w Toruniu, Muzeum Warmii i Mazur w Olsztynie oraz Fundacji Zbiorów Sztuki Współczesnej Muzeum Narodowego w Warszawie. 
Artysta mieszka i pracuje w Gdańsku.

## Wystawy
- 2006 Śniadanie w Muzeum, Muzeum Sztuki, Łódź
- 2005 Amatorzy Awangardy, wyst. ind. Galeria Kordegarda, Warszawa; Strażnicy Doków, IS Wyspa, Gdańsk; UN/REAL?, IS Wyspa, Gdańsk
- 2004 BHP, IS Wyspa, Gdańsk
- 2003 Kollektive Rituale, mumok, Wiedeń
- 2000 Muzeum Kultury Technicznej, wyst. ind. Ratusz Staromiejski, Gdańsk; Drogi do wolności, Stocznia Gdańska, Gdańsk
- 1999 Public Relations, CSW Łaźnia, Gdańsk; Fotogenom, Spiż 7, Gdańsk
- 1998 Kultura budzi lęk, sklep z armaturą łazienkową, Gdańsk; Artgenda'98, Kulturhuset, Sztokholm; Harmer, Spiż 7, Gdańsk
- 1997 Nieistniejąca pracownia, Arsenał, Białystok
- 1996 Status Quo, CRP Orońsko; ME TE LE, Galeria Działań, Warszawa
- 1995 Białko, Muzeum Artystów, Łódź; Endlos-Endless, Otwarte Atelier, Gdańsk; Fantom, Spiż 7, Gdańsk
- 1994 Ucho Beethovena, Otwarte Atelier, Gdańsk; Praxis, Otwarte Atelier, Gdańsk
- 1993 Skandal, ASP, Gdańsk; Energetische Konstruktion, K18, Kassel; Sztuka, miasto, maszyna-prolog, CRP Orońsko; Przegląd, Wyspa, Gdańsk
- 1992 Inne media, Wyspa, Gdańsk

## Nagrody i wyróżnienia
- 2005: honorowe wyróżnienie na 11. Międzynarodowym Biennale Sztuki Mediów WRO 05 we Wrocławiu[3]
- 2008: Nagroda Prezydenta Miasta Gdańska w Dziedzinie Kultury z okazji jubileuszu 10-lecia miejskiej instytucji kultury Centrum Sztuki Współczesnej „Łaźnia”[4]